# Ho-Pin Tung
Ho-Pin Tung (董荷斌, pinyin: Dǒng Hébīn 4 de Dezembro de 1982, em Velp) é um automobilista Chinês-Holandês. Em 2010 foi piloto de testes da equipe Renault F1, competiu na Superleague Fórmula, sendo piloto para a China e atualmente é piloto reserva da equipe de Fórmula E Panasonic Jaguar Racing.